# 狂句
狂句（きょうく）诞生于日本近世后期的一种定型詩。
所谓俳谐，一开始就以滑稽幽默为创作宗旨，因此和连歌相比，看上去不登大雅之堂。
此外，它也是川柳的别称。在诗歌前后句彼此独立的创作风气下，这种用狂体作为起句的诗歌被称为狂句。
在川柳的发展过程中，为了迎合政治改革时期的大众趣味，演化成了随性、接地气的文字游戏。

## 概要
一开始，狂句和川柳没有区别。在初代川柳消失后，开始以“俳风狂句”称呼四世川柳风格的诗歌。
天保期以前的575格式的俳句充满机智诙谐的风格。但天保改革之后，就出现了描写堕落场景的内容。五世水谷川柳制定了所谓的「柳风式法」：规定在俳句中不能描写风雅等正面内容。正是在如此“戴着镣铐起舞”的创作风气下，俳句逐渐低俗化、娱乐化。
五世川柳将「俳风狂句」更名为「柳风狂句」。在天保改革的遗风下，所谓“文艺”也不再只供上层阶级赏玩，而是逐渐走进了千家万户。
明治时代，不称「川柳」、「川柳风狂句」，而称「川柳狂句」。是因为以川柳大师作为创作顶点的人们想要将它与其他类型的俳句区别开来。
也是从明治时代开始，兴起了名为柳风会的全国组织。明治35年以来，它推进了新川柳的改革运动。之后，其规模逐渐缩小，直到昭和年代的十三世川柳，尽管仍在运行，但影响力已经微不可闻。

## 相关概念
- 川柳
- 薩摩狂句
- 肥後狂句